# Microgadus
Microgadus ist eine Fischgattung aus der Familie der Dorsche (Gadidae). Ihre Vertreter leben in der Nearktis, insbesondere im nördlichen Pazifik und nördlichen Atlantik in Küstengewässern der nordamerikanischen Ost- und Westküste. Der Name der Gattung setzt sich zusammen aus lateinisch micro (deutsch klein) und gadus (deutsch Dorsch), bedeutet also wortwörtlich Kleindorsche (englisch tomcods).

## Arten
Zwei Arten wurden beschrieben:
- Microgadus proximus (Girard, 1854) (Pazifik-Tomcod)
- Microgadus tomcod (Walbaum, 1792) (Atlantik-Tomcod)